# Ida Kohlmeyer
Ida Rittenberg Kohlmeyer (3 de noviembre de 1912 - 24 de enero de 1997) fue una pintora y escultora estadounidense que vivió y trabajó en Luisiana. Su obra se conserva especialmente en el Museo Nacional de Mujeres Artistas, el Museo Smithsoniano de Arte Estadounidense y el Museo de Arte de Nueva Orleans. Aunque era una judía reformista a lo largo del curso de su vida, ella tuvo un papel activo en la comunidad judía de Nueva Orleans. El Templo Touro, uno de los dos templos de la ciudad (el otro es un templo judío ortodoxo), muestra mucha obra artística suya en su sinagoga y en el salón social.